# Mélanie Vogel
Pour les articles homonymes, voir Vogel.
Mélanie Vogel, née le 22 mai 1985 à Marseille, est une femme politique française.
Membre du parti Les Écologistes (LÉ), elle est élue sénatrice représentant les Français établis hors de France en 2021.

## Biographie

### Jeunesse et études
Née en 1985 à Marseille, où elle est scolarisée à l'école de Saint-Marcel, puis au collège Forbin, Mélanie Vogel intègre Sciences Po Toulouse après son bac préparé au lycée Marseilleveyre. Elle en sort diplômée en 2009 et obtient un master à Sciences Po Paris la même année,. Elle est aussi diplômée du Collège d'Europe de Bruges (Belgique) en 2010.
Pendant ses études, elle part travailler au Chili pour Amnesty international, puis est recrutée à Toronto (Canada) par un centre d’étude et de droit consacré à l’environnement.

### Parcours professionnel
Elle revient en France en s'installant à Paris au début des années 2010, où elle est coordinatrice de projet au sein de la Maison de l’Europe. 

### Parcours politique
Lors des élections européennes de 2014, elle dirige la campagne des écologistes et travaille ensuite comme attachée parlementaire puis conseillère politique du groupe Verts/ALE pour les affaires constitutionnelles,. Elle réside alors à Bruxelles.
Elle est en 2019 candidate aux élections européennes sur la liste Europe Écologie Les Verts.
En 2021, elle est désignée candidate aux élections sénatoriales de 2021 pour les Français établis hors de France  par un vote des militants d'Europe Écologie Les Verts. Elle mène une liste de rassemblement avec La France insoumise, Génération.s, la Gauche républicaine et socialiste et Place publique qui obtient 15 % des suffrages. Élue sénatrice, elle siège au sein du Groupe écologiste – solidarité et territoires. Le journal Libération la présente comme un profil atypique au sein du Sénat, en raison de son positionnement écologiste, féministe, antiraciste ou pour les droits LGBT+ marqué et souhaitant de nouvelles réformes parmi des sénateurs et sénatrices souvent plus conservateurs que progressistes et dont, par ailleurs, seuls 2 % ont moins de 40 ans et la répartition favorable aux hommes est loin de la parité.
Le 5 juin 2022, elle est élue coprésidente du Parti vert européen, dont elle faisait partie du comité de direction depuis novembre 2019.
En octobre 2022, elle défend l’inscription du droit à l’interruption volontaire de grossesse (IVG) dans la Constitution. Le texte est rejeté en commission, le Sénat estimant qu'« une révision constitutionnelle ne s’impose pas ». Dix-huit mois plus tard, son initiative aboutit lorsque le Congrès inscrit dans la Constitution « la liberté garantie à la femme d’avoir recours à une interruption volontaire de grossesse » après le travail qu'elle a menée avec les députées Mathilde Panot et Aurore Bergé et la sénatrice Laurence Rossignol,. Elle demande alors que ce droit soit porté au niveau européen par une inscription dans la Charte des droits fondamentaux de l'Union européenne.
En avril 2024, elle défend une proposition de loi visant à faciliter le changement de genre à l'état civil en « déjudiciarisant » la procédure. Elle vise à pouvoir modifier la mention du sexe sur son état civil par simple demande en mairie, sans passer par le tribunal. 

### Vie privée
Ouvertement lesbienne, elle est la compagne de la députée européenne allemande Theresa dite Terry Reintke,. Elles partagent un temps leur résidence à Bruxelles.